# Slađana Pop-Lazić
Slađana Pop-Lazić (* 26. Juli 1988 in Belgrad, SFR Jugoslawien) ist eine ehemalige serbische Handballspielerin, die dem Kader der serbischen Nationalmannschaft angehörte.

## Karriere

### Im Verein
Pop-Lazić begann das Handballspielen im Jahr 1999 an einer Schule. Später schloss sie sich dem serbischen Verein ORK Belgrad an. Im Jahr 2007 wechselte die Kreisspielerin zum serbischen Erstligisten ŽRK Naisa Niš. Mit Naisa Niš gewann sie 2008 die serbische Meisterschaft sowie 2008 und 2009 den serbischen Pokal. 2009 wechselte sie zum Ligakonkurrenten ŽRK Zaječar, mit dem sie von 2010 bis 2012 jeweils das nationale Double gewann.
Pop-Lazić unterschrieb im Sommer 2012 einen Vertrag beim französischen Erstligisten Entente Sportive Bisontine Féminin. Im Jahr 2014 trat Pop-Lazić mit ESBF den Gang in die Zweitklassigkeit an. In der darauffolgenden Spielzeit gelang mit der Zweitligameisterschaft der sofortige Wiederaufstieg. Zur Saison 2015/16 wechselte sie zum französischen Erstligisten Metz Handball. Mit Metz gewann sie 2016 und 2017 die französische Meisterschaft sowie 2017 den französischen Pokal. Im Sommer 2017 schloss sie sich dem Ligakonkurrenten Brest Bretagne Handball an, mit dem sie 2021 die französische Meisterschaft sowie 2018 und 2021 den französischen Pokal errang. Nach der Saison 2021/22 beendete sie ihre Karriere.

### In der Nationalmannschaft
Pop-Lazić lief im Jahr 2007 für die serbische Juniorinnennationalmannschaft bei der U-19-Europameisterschaft auf. Ihre erste Turnierteilnahme mit der serbischen A-Nationalmannschaft war die Europameisterschaft 2010. Zwei Jahre später belegte sie mit Serbien bei der Europameisterschaft den vierten Platz. Nachdem Pop-Lazić an mehreren Turnieren nicht teilgenommen hatte, stand sie wieder bei der Europameisterschaft 2016 im serbischen Aufgebot. Daraufhin folgten Turnierteilnahmen bei der Weltmeisterschaft 2017, bei der Europameisterschaft 2018, bei der Weltmeisterschaft 2019 sowie bei der Europameisterschaft 2020.

### Beachhandball
Pop-Lazić nahm im Jahr 2006 mit der serbisch-montenegrinischen Beachhandballnationalmannschaft an der Beachhandball-Europameisterschaft teil.

### Als Trainerin
Pop-Lazić trainierte in der Saison 2023/24 den französischen Drittligisten Entente Mulhouse/Kingersheim Handball. Anschließend nahm sie eine Stelle im Trainerstab des serbischen Vereins RK Novi Belgrad an. Sie übernahm zur Saison 2025/26 das Co-Traineramt des französischen Erstligisten Jeanne d’Arc Dijon Handball.